# 石川直也
石川 直也（いしかわ なおや、1996年7月11日 - ）は、山形県東田川郡余目町（現：庄内町）出身のプロ野球選手（投手）。右投右打。北海道日本ハムファイターズ所属。

## 経歴

### プロ入り前
余目第二小学校3年生から「余目スポーツ少年団」で野球を始め、余目中学校の軟式野球部では投手としてプレーし、東北大会に出場経験がある。
山形中央高校では1年生の秋にベンチ入りすると、2年時には春の選抜大会へ出場。大会直前の練習試合で右目下を負傷し、3日間の入院で体重が3kg減り、本調子には遠かったが、初戦の岩国商業戦の9回に登板してリードを守り、春夏通じて3度目の甲子園で同校に初勝利をもたらした。続く浦和学院戦でも登板したが、チームは1-11で3回戦敗退。3年時は夏の甲子園に出場し、1回戦の小松戦で先発するも4回途中6失点で降板。ただ、チームが逆転勝ちすると、2回戦の東海大四戦では6回からリリーフ登板し、7回には自己最速の148km/hを計測。延長10回まで無失点に抑え、山形の公立勢では初の甲子園2勝に導いた。続く健大高崎戦では3回途中から登板し、10安打3失点を喫しながらも最後まで投げ抜いたが、チームは3-8で敗れ、3回戦敗退となった。
2014年10月23日に行われたドラフト会議で北海道日本ハムファイターズに4位指名を受け、11月10日の入団交渉にて、契約金3000万円、年俸520万円（金額は推定）で仮契約を結んだ。背番号は51。

### 日本ハム時代
2015年4月28日、チームメイトの清水優心・淺間大基と共に「侍ジャパン大学日本代表 対 NPB選抜」のNPB選抜に選出されたことが発表された。6月29日に行われたこの試合では、5回に5番手として救援登板し、1イニングを2奪三振を含む三者凡退に抑えた。イースタン・リーグでは最長3イニングと限定された中で12試合に登板。20イニングを投げて、1勝1敗1セーブ・防御率7.65と経験を積み、最速151km/hまで球速を伸ばしたが、8月に右肩痛を発症。ルーキーイヤーでの一軍登板は無かった。
2016年、前年の右肩痛をきっかけにフォーム変更に取り組み、春季キャンプからフォーム固めにまい進した。イースタン・リーグで40試合に登板し、51イニングを投げて50奪三振・防御率3.53を記録すると、同リーグ全日程終了後の9月30日に一軍初昇格。同日の千葉ロッテマリーンズ戦、2点リードの8回表に5番手でプロ初登板し、1回1四球無失点の内容でプロ初ホールドを記録した。オフに20万円増となる推定年俸540万円で契約を更改した。
2017年は春季キャンプを一軍でスタートすると、実戦で好投を続け、中継ぎとして自身初の開幕一軍入りを果たした。5月31日に出場選手登録を抹消され、7月6日に再登録。8月14日の抹消後は二軍で先発調整となり、9月3日のロッテ戦でプロ初先発し、5回2失点で勝敗は付かなかった。その後も2試合に先発し、この年は37試合（3先発）の登板で0勝1敗7ホールド・防御率4.35を記録。オフに760万円増となる推定年俸1300万円で契約を更改した。
2018年、前年オフに守護神の増井浩俊がFA移籍、セットアッパーのマーティンが退団し、開幕クローザー最有力であった鍵谷陽平も故障で離脱し、抑えとして開幕を一軍で迎えた。3月31日の埼玉西武ライオンズ戦、1点ビハインドの9回表からシーズン初登板となり、4失点を喫したものの、4月3日の東北楽天ゴールデンイーグルス戦では2点リードの9回裏から登板し、2奪三振を含む三者凡退の好投でプロ初セーブを挙げた。ただ、4月18日の西武戦では一死も奪えずに逆転サヨナラ負けを喫するなど不調時に大きく崩れる傾向があり、同20日の福岡ソフトバンクホークス戦で1回1安打2四球無失点の内容でセーブを挙げたのを最後にセットアッパーへ配置転換。その後は復調し、6月27日のソフトバンク戦ではプロ初勝利を挙げると、抑えに復帰したものの、右内転筋肉離れで7月25日に登録抹消。8月23日に再登録され、9月1日のロッテ戦で復帰後初セーブを挙げると、シーズン終了まで抑えを務めた。この年は52試合の登板で1勝2敗18ホールド19セーブ・防御率2.59を記録し、オフに2100万円増となる推定年俸3400万円で契約を更改した。
2019年はアリゾナ春季キャンプの帰国後から調子を落とし、抑えとして開幕を一軍で迎えたものの、不調で4月5日に登録抹消。5月1日に一軍へ昇格し、6月1日のオリックス・バファローズ戦では2年ぶりにイニングをまたぎ、2回5奪三振無失点と好投するなど復調を見せ、守護神の秋吉亮が離脱すると代役で抑えを務めた。秋吉の復帰後はセットアッパーを務め、この年は60試合の登板で3勝2敗21ホールド5セーブ・防御率3.31を記録。オフに2200万円増となる推定年俸5600万円で契約を更改した。
2020年は春季キャンプ終盤に右肘の違和感を訴え、出遅れた。新型コロナウイルスの影響で開幕延期となったが、自主練習中の4月上旬に痛みが再発し、6月19日の開幕にも間に合わなかった。7月30日、西武とのイースタン・リーグ公式戦で実戦復帰したが、右肘を気にするような素振りを見せて緊急降板。その後、8月20日に右肘の内側側副靭帯再建手術（トミー・ジョン手術）を受けたことが球団から発表され、残りのシーズンはリハビリに励んだ。ルーキーイヤー以来となる一軍登板なしに終わり、オフに1100万円減となる推定年俸4500万円で契約を更改した。
2021年8月に二軍で実戦復帰する見通しであったが、実際にイースタン・リーグ公式戦で登板することは無かった。10月のフェニックス・リーグで実戦復帰を果たし、最速148km/hを計測した。オフに500万円減となる推定年俸4000万円で契約を更改した。
2022年は開幕を二軍で迎え、イースタン・リーグでは11試合に登板して防御率0.82と結果を残すと、5月7日に出場選手登録。翌8日の西武戦で954日ぶりの一軍登板を果たし、先頭打者に二塁打を許したものの、その後は3者連続奪三振に抑え、1イニングを無失点に抑えた。5月24日の東京ヤクルトスワローズ戦では復帰後初ホールド、26日の同カードでは復帰後初勝利を挙げるなど結果を残すと、宮西尚生や堀瑞輝の不調もあって勝ちパターンの一角を担うようになり、7月1日のオリックス戦では復帰後初セーブを挙げた。ただ、同17日に無症状ながら新型コロナウイルス陽性判定を受け、8月19日に一軍復帰を果たしたが、9月は2度のセーブ失敗があったなど、復帰後は不安定な投球が目立った。本人も「スピードが戻ってこなかった」と話したように、この年はシーズンを通して本来の球速を取り戻せなかったものの、36試合の登板で2勝2敗8ホールド6セーブ・防御率3.94を記録。オフに現状維持となる推定年俸4000万円で契約を更改した。
2023年は抑えとして開幕を一軍で迎え、チームが開幕から苦しんだこともあり、開幕17試合目のロッテ戦で初のセーブ機会となり、1イニングを無失点に抑えてシーズン初セーブを挙げた。しかし、この試合で左内転筋に違和感を覚え、4月21日に精密検査を受けると、左内転筋付着部肉離れと診断され、翌22日に出場選手登録を抹消された。5月27日の二軍戦で実戦復帰し、8月4日に出場選手登録され、翌5日のソフトバンク戦で一軍復帰登板を果たした。ただ、ストレートが走らず、制球面でも安定感を欠いており、9月12日のオリックス戦では3点ビハインドの9回表に登板するも、森友哉に3点本塁打を打たれるなど、1回2安打1四球3失点。これが2試合連続の失点となり、試合後に新庄剛志監督は「投げるバランスが悪い。真っすぐも143キロぐらいで、やっぱり148から150キロは投げられる。バランスを取り戻してもらうためにはランニングと体幹のトレーニングと、股関節の柔らかさも大事になってくると思う」とシーズン終了まで石川を二軍で鍛え直す方針を明かした。翌13日に出場選手登録を抹消されて以降の一軍登板はなくシーズンを終え、この年は16試合の登板で0勝0敗3ホールド1セーブ・防御率5.87という成績にとどまった。オフに500万円減となる推定年俸3500万円で契約を更改した。
2024年は開幕を二軍で迎えた。6月23日の登板を終えた時点では、イースタン・リーグで18試合に登板し、防御率4.15という成績であったが、続く同29日の登板から8月21日の登板にかけて9試合連続で無安打投球を披露。しかし、一軍昇格は果たせずにシーズンを終え、この年は3年ぶりに一軍登板がなく、二軍ではチーム最多の36試合に登板し、2勝3敗9セーブ・防御率2.86という成績であった。

## 選手としての特徴
長身から投げ下ろす最速156km/hの直球、フォークを武器に多くの空振りを奪う。他にもスライダー、カーブを投げる。

## 人物
プロ1年目にチームメイトの石川慎吾から石川の「石」と直也の「直」を足した「イシチョク」と命名され、その後はイシが取れて「チョク」と呼ばれている。
理容組合北海道日本ハムファイターズ後援会が球団とコラボレーションして、毎年の最新ヘアデザインのモデルを若手選手の中よりファン投票で選出している企画「ファイターズスタイル」の2019年度モデルに選ばれた。
TBSアナウンサーの渡部峻は、高校の同級生である。

## 詳細情報

### 年度別投手成績
| 年 度     | 球 団     | 登 板 | 先 発 | 完 投 | 完 封 | 無 四 球 | 勝 利 | 敗 戦 | セ 丨 ブ | ホ 丨 ル ド | 勝 率 | 打 者 | 投 球 回 | 被 安 打 | 被 本 塁 打 | 与 四 球 | 敬 遠 | 与 死 球 | 奪 三 振 | 暴 投 | ボ 丨 ク | 失 点 | 自 責 点 | 防 御 率 | W H I P |
| --------- | --------- | ----- | ----- | ----- | ----- | -------- | ----- | ----- | -------- | ----------- | ----- | ----- | -------- | -------- | ----------- | -------- | ----- | -------- | -------- | ----- | -------- | ----- | -------- | -------- | ------- |
| 2016      | 日本ハム  | 1     | 0     | 0     | 0     | 0        | 0     | 0     | 0        | 1           | ----  | 4     | 1.0      | 0        | 0           | 1        | 0     | 0        | 0        | 0     | 0        | 0     | 0        | 0.00     | 1.00    |
| 2017      | 日本ハム  | 37    | 3     | 0     | 0     | 0        | 0     | 1     | 0        | 7           | .000  | 228   | 49.2     | 53       | 8           | 28       | 2     | 0        | 51       | 4     | 0        | 24    | 24       | 4.35     | 1.63    |
| 2018      | 日本ハム  | 52    | 0     | 0     | 0     | 0        | 1     | 2     | 19       | 18          | .333  | 204   | 48.2     | 44       | 4           | 17       | 1     | 0        | 53       | 1     | 0        | 16    | 14       | 2.59     | 1.25    |
| 2019      | 日本ハム  | 60    | 0     | 0     | 0     | 0        | 3     | 2     | 5        | 21          | .600  | 220   | 54.1     | 39       | 6           | 16       | 0     | 1        | 75       | 3     | 0        | 20    | 20       | 3.31     | 1.01    |
| 2022      | 日本ハム  | 36    | 0     | 0     | 0     | 0        | 2     | 2     | 6        | 8           | .500  | 135   | 32.0     | 26       | 1           | 13       | 1     | 1        | 37       | 3     | 0        | 14    | 14       | 3.94     | 1.22    |
| 2023      | 日本ハム  | 16    | 0     | 0     | 0     | 0        | 0     | 0     | 1        | 3           | ----  | 67    | 15.1     | 17       | 1           | 4        | 0     | 1        | 12       | 3     | 0        | 10    | 10       | 5.87     | 1.37    |
| 通算：6年 | 通算：6年 | 202   | 3     | 0     | 0     | 0        | 6     | 7     | 31       | 58          | .462  | 858   | 201.0    | 179      | 20          | 79       | 4     | 3        | 228      | 14    | 0        | 84    | 82       | 3.67     | 1.28    |

- 2024年度シーズン終了時

### 年度別守備成績
| 年 度 | 球 団    | 投手  | 投手  | 投手  | 投手  | 投手  | 投手     |
| 年 度 | 球 団    | 試 合 | 刺 殺 | 補 殺 | 失 策 | 併 殺 | 守 備 率 |
| ----- | -------- | ----- | ----- | ----- | ----- | ----- | -------- |
| 2016  | 日本ハム | 1     | 0     | 0     | 0     | 0     | ----     |
| 2017  | 日本ハム | 37    | 1     | 2     | 0     | 0     | 1.000    |
| 2018  | 日本ハム | 52    | 2     | 1     | 0     | 0     | 1.000    |
| 2019  | 日本ハム | 60    | 2     | 5     | 0     | 0     | 1.000    |
| 2022  | 日本ハム | 36    | 0     | 5     | 0     | 0     | 1.000    |
| 2023  | 日本ハム | 16    | 0     | 2     | 0     | 0     | 1.000    |
| 通算  | 通算     | 202   | 5     | 15    | 0     | 0     | 1.000    |

- 2024年度シーズン終了時

### 記録
初記録
- 初登板・初ホールド：2016年9月30日、対千葉ロッテマリーンズ25回戦（札幌ドーム）、8回表に5番手で救援登板、1回無失点
- 初奪三振：2017年3月31日、対埼玉西武ライオンズ1回戦（札幌ドーム）、8回表に木村文紀から空振り三振[97]
- 初先発登板：2017年9月3日、対千葉ロッテマリーンズ21回戦（ZOZOマリンスタジアム）、5回2失点で勝敗つかず
- 初セーブ：2018年4月3日、対東北楽天ゴールデンイーグルス1回戦（楽天生命パーク宮城）、9回裏に3番手で救援登板・完了、1回無失点
- 初勝利：2018年6月27日、対福岡ソフトバンクホークス11回戦（沖縄セルラースタジアム那覇）9回表に4番手で救援登板、1回無失点

### 背番号
- 51（2015年[12] - ）